# لجنة البحوث الصحية من أجل التنمية
لقد كانت لجنة البحوث الصحية من أجل التنمية مبادرة دولية مستقلة تهدف إلى تحسين الصحة والتنمية فيما كان يسمى وقتئذ «الدول النامية». وقد كانت تلك اللجنة نشطة في الفترة ما بين عامي 1987 و1990 عندما أكملت عملها بنشر تقريرها البارز: بحث صحي: الرابط الأساسي للمساواة في التنمية.
وبوحي من اقتناعها بأن البحث العلمي يمكن أن يساهم بصورة متزايدة في تعزيز الصحة والتنمية، فقد بدأت اللجنة في استطلاع حالة البحث فيما يتعلق بمشكلات الصحة بالدول النامية للتعرف على مدى مساهمتها أو عدم مساهمتها في تعزيز الصحة بهذه البلدان، ومن أجل اقتراح تحسينات في طريق إجراء الأبحاث الصحية لضمان تحقيق أقصى تأثير على الصحة.
وخلال أعمال ومناقشات اللجنة التي استمرت لعامين، راجعت اللجنة المعلومات المتوفرة عن البحث الصحي والتنمية واعتمدت أبحاثًا خاصة وأجرت استشارات واسعة على مستوى العالم. وخلال اللقاءات الافتتاحية للجنة التي عُقدت في ألمانيا وزيمبابوي والولايات المتحدة والمكسيك والهند واليابان وفرنسا والسويد، تمت دعوة الخبراء المحليين والدوليين في الصحة والتنمية لمشاركة خبراتهم. وقد استمعت اللجنة لأدلة الباحثين في شؤون الصحة والنشطاء الاجتماعيين والمديرين وقابلت وزراء الصحة وممثلي العديد من المنظمات العالمية بما في ذلك منظمة الصحة العالمية واليونيسيف وبرنامج الأمم المتحدة الإنمائي (UNDP).

## عمل اللجنة
أصدرت اللجنة والسكرتارية التابعة لها 25 تقريرًا حول الدول و10 تقارير حول اللجنة و16 بحثًا لطاقم العمل و33 بحثًا مساهمًا لفحص الجوانب العديدة للبحث الصحي والتنمية. وقد تضمنت التشاورات عقد 11 اجتماعًا للجنة و15 ورشة عمل و4 تشاورات مع باحثين وأعضاء في الحكومات ووكالات التنمية حول العالم. وبصورة عامة، فإن اللجنة تؤكد أنها أشركت أكثر من 1000 عالم في هذه العملية. وقد تم تجميع إسهاماتهم في تقرير اللجنة النهائي.

## أعضاء اللجنة
كانت اللجنة تتألف من 12 عضوًا على النحو التالي: جون آر إيفانز (John R. Evans) (كندا) رئيس اللجنة، جيليا تي كاستيلو Gelia T. Castillo) (الفلبين) نائب الرئيس، فضلي حسن عابد (بنجلاديش)، صني دي بيرجستروم (Sune D. Bergstrom) (السويد)، دوريس هويس كالوواي (Doris Howes Calloway) (الولايات المتحدة)، عصمت س. عزت (مصر)، ديميسي هابتي (Demissie Habte) (إثيوبيا)، والتر جيه كامبا (Walter J. Kamba) (زيمبابوي)، أديتوكونبو أو لوكاس (Adetokunbo O. Lucas) (نيجيريا)، أدولفو مارتينيز بالومو (Adolfo Martinez-Palomo) (المكسيك)، سابورو أوكيتا (Saburo Okita) (اليابان)، في رامالينجاسوامي (الهند).
وتتضمن الخلفية المهنية لأعضاء اللجنة علوم الصحة الحيوية والعلوم الاجتماعية والعلوم الوبائية. وقد تولى العديد من أعضاء اللجنة مسؤوليات مؤسسية تجاه تنمية الحكومات والمؤسسات والجامعات وكليات الطب والمعاهد البحثية. وبالإضافة إلى العلماء وأخصائيي الصحة العامة، تضمنت اللجنة رجل أعمال وأخصائي تغذية واقتصادي وعالم اجتماع قروي ومحام.
وفي مقدمة تقريرها بعنوان «بحث صحي: الرابط الأساسي للمساواة في التنمية»، وصفت اللجنة نفسها كمجموعة مستقلة " ليست من إنشاء أي وكالة أو مؤسسة. ونظرًا لأنها لم يتم إنشاؤها من قبل هيئة حكومية أو وكالة دولية، فلديها الحرية لتعكس بصراحة موقفها من سياسات وممارسات الجميع". وفي إطار عملها، قامت اللجنة ببحث العلاقة الأساسية بين البحث الصحي والتنمية. فطبيعة تعدد تخصصات أعضاء اللجنة ساهمت في تشكيل رؤية مشتركة قوامها أن الصحة يمكنها أن تمثل قوة دافعة للتنمية القومية.
وفي الوقت ذاته، لم تكن اللجنة متفقة تمامًا تجاه قراراتها أو توصياتها، وكانت النقاشات الساخنة حول تفسير النتائج والأعمال الموصى بها جزءًا أصيلًا من عملها. وعلى وجه الخصوص، برزت نقاط لعدم الاتفاق حول الأماكن التي يجب إجراء الأبحاث الصحية فيها: أيجب إجراؤها في البيئات البحثية الأكثر إمكانات في البلدان ذات الدخل المرتفع حيث يمكن إجراء البحث طبقًا لأعلى المعايير ويحتمل أن يؤدي إلى نتائج وتنمية أكثر سرعة للتدخلات التقنية، أم يجب إجراؤها بالدول ذات الدخل المنخفض والمتوسط حيث لا تزال إمكانات البحث بحاجة إلى التنمية في نماذج عديدة؟ وفي الحالة الأخيرة، فإن نتيجة الدراسات البحثية لم تكن مجرد منتج بحثي فحسب ولكنها زادت أيضًا من القدرة البحثية. وهذه المناقشة نفسها مستمرة إلى هذا الوقت في عموم مجال الصحة العالمية تقريبًا.

## الرعاة
كانت أعمال اللجنة مدعومة من قِبل 16 جهة متبرعة. فلقد كانت وكالة التنمية الألمانية Gesellschaft für Technische Zusammenarbeit - GTZ، ومؤسسة إيدنا ماكونيل كلارك في الولايات المتحدة ومركز أبحاث التنمية الدولية (IDRC) بكندا هي الجهات التي احتلت موقع الريادة في انطلاق أعمال «اللجنة». والوكالات الراعية الأخرى هي: أكاديمية البحث العلمي Academia de la Investigacion Cientifica (المكسيك)، ومؤسسة كارنيغي بنيويورك (الولايات المتحدة الأمريكية)، ومؤسسة فورد (الولايات المتحدة الأمريكية), ومؤسسة تعزيز الصحة الكلية (اليابان)، وجمعية نوبل (السويد), ومؤسسة أوك (المملكة المتحدة), وإدارة التنمية خارج البلاد (تعرف الآن بالاختصار DFID، المملكة المتحدة), وجمعية بيو الخيرية (الولايات المتحدة الأمريكية), ومؤسسة روكفيللر (الولايات المتحدة الأمريكية)، ووكالة التعاون التنموي الدولي السويدية SIDA (السويد)، والوكالة السويسرية للتنمية والتعاون (سويسرا)، والبنك الدولي، وبرنامج الأمم المتحدة الإنمائي (UNDP).
كما تم تقديم مزيد من الدعم بواسطة عدد من الجامعات وأقسام الجامعات والمعاهد والمؤسسات والوزارات الحكومية التي دعمت تنظيم ورش عمل قومية وإقليمية والتشاورات والأبحاث المساهمة والتعليقات التي ترسل إلى اللجنة لمعالجتها.

## السكرتارية
تم تنسيق أعمال اللجنة بواسطة سكرتارية يديرها «لينكولن شين» (Lincoln Chen) و«صنيل شاكو» (Sunil Chacko) و«ديفيد بيل» (David Bell) من جامعة هارفارد و"ريتشارد فيشمان" (Richard Feachem) و«ديفيد برادلي» (David Bradley) من مدرسة لندن للصحة وطب المناطق الاستوائية و«شيجيكوتو كايهارا» (Shigekoto Kaihara) من جامعة طوكيو. وكانت السكرتارية مدعومة من قِبل 24 عضو فريق بحث وإدارة محترف أثناء فترة عملها. وكان د. «صنيل شاكو» (Sunil Chacko) عضو الفريق الوحيد المتفرغ طوال الوقت في فترة كبيرة من عمر اللجنة.

## النتائج الرئيسية
لقد اكتشفت اللجنة " وجود عدم توافق كبير بين عبء المرض، الذي يوجد بصفة سائدة في العالم الثالث واستثمارات البحث الصحي والتي تركز بصورة كبيرة على المشكلات الصحية بالدول الصناعية. وتحتاج الدول النامية إلى قدرة علمية ومؤسسية أقوى لمعالجة المشكلات الخاصة بظروفها، إلا أنه لم يتم ضخ الاستثمارات الكافية بعد لبناء قدرات البحث الصحي بهذه الدول وضمان استدامتها. والمجالات الضعيفة على وجه الخصوص هي تلك المجالات الحيوية المتمثلة في علم الأوبئة وأبحاث السياسة والعلوم الاجتماعية والإدارة. أما أبحاث الطب الحيوي والإكلينيكي فتعتبر أفضل بنسبة ما، إلا أن جهود تعزيز القدرة في هذه المجالات متواضعة في درجتها ومحدودة الأهداف."
نظرية «فجوة 90/10». إن عدم التوافق بين الحالات التي تسبب ضعف الحالة الصحية والوفاة والتي تحدث غالبًا في الدول ذات الدخل المنخفض والمتوسط وبين النفقات العالمية على الأبحاث الصحية والتي تركز في المقام الأول على الحالات الصحية الأقل خطورة المنتشرة بالدول ذات الدخل العالي أصبح معروفًا باسم «فجوة 90/10». فكما تقول الأرقام الفعلية، فإن نسبة 93% من «سنوات فقدان الحياة المحتملة» تحدث بالدول النامية، بينما ينفق 95% من جميع نفقات البحث بالدول ذات الدخل المرتفع. ولتوضيح هذا بطريقة أخرى، يمكن للمرء أن يقول أن نسبة 5% فقط من نفقات الأبحاث على مستوى العالم أنفقت على الأمراض التي سببت 93% من الوفاة العالمي. وقد أصبحت حالة عدم التوافق هذه معروفة مؤخرًا باسم «فجوة 90/10» (في نفقات البحث الصحي). ورغم أن هذا يعتبر تبسيطًا زائدًا، إلا أنه تعبير قوي للغاية يبين أن البحث لم يقدم إمكاناته المتاحة لتحسين الصحة بالدول النامية بسبب انحراف حصص موارد الأبحاث الصحية حول العالم.

## التوصيات
بناءً على تلك النتائج، فإن اللجنة قدمت أربع توصيات رئيسية:
1. البحث الأساسي للصحة القومية (ENHR). جميع الدول بصرف النظر عن مدى فقرها يجب أن تستثمر الأموال في تنمية إمكانات البحث على المدى الطويل وبشكل مستدام. ومن خلال هذا، يجب على الدول تحديد متطلبات البحث الخاصة بها وترتيب أولوياتها من أجل تحسين الصحة، وثانيًا يجب اللحاق بالجهود العالمية لمعالجة الحالات الخاصة.
وكانت مسؤولية تطبيق «البحث الأساسي للصحة القومية» ملقاة في المقام الأول على مستوى الدول ذات الدخل المنخفض والمتوسط ذاتها - خاصة من خلال تحديد أولويات البحث الصحي وأنظمة البحث الصحي ومن خلال ما يمكن الاصطلاح عليه الآن بأنه توليد بيئة موصلة للبحث. علاوة على ذلك، فقد تمت مطالبة الدول باستثمار 2% من ميزانية الصحة القومية لديها في مجال البحث الصحي.
تعزيز الإمكانات البحثية. تعزيز الإمكانات البحثية بالدول النامية، بما يتضمن أفرادها ومؤسساتها ونظام البحث بصفة عامة.
2. إقامة شراكات بحثية دولية
تم أيضًا إلقاء مسؤوليات محددة على عاتق المجتمع الدولي ومؤسساته ومنظماته البحثية بالدول ذات الدخل المرتفع. فقد أبرز التقرير العديد من مسارات البحث المختلفة التي كانت كمًا مهملاً في ذلك الوقت - وبعضها لا يزال مهملاً حتى الآن. كما أكد التقرير على الحاجة لوجود شبكة دولية ودعم أبحاث علم الأوبئة والعلوم الاجتماعية لتحقيق الصحة. ودعا التقرير المجتمع الدولي كذلك إلى دعم بناء الإمكانات البحثية بالدول ذات الدخل المنخفض والمتوسط.
3. حشد التمويل لدعم البحث الصحي من أجل التنمية. بالإضافة إلى دعوة الدول النامية إلى إنفاق 2% من ميزانية الصحة القومية لديها على البحث الصحي، فقد دعت اللجنة المتبرعين إلى تخصيص 5% من إجمالي المساعدة المقدمة في القطاع الصحي من أجل البحث الصحي وتجاه بناء إمكانات بحثية صحية. وقد قدمت اللجنة توصيات أخرى، إلا أن هذا القطاع يظل أكثر نقاط تقرير اللجنة غير المكتملة. ورغم صدور دعوات تروج لمفهوم «آليات التمويل المبتكرة»، إلا أنه لم يتم تقديم أي تفاصيل.
4. إقامة منتدى يمكن من خلاله مراقبة مدى التقدم في تقليل «فجوة 90/10». التوصية الرابعة تتعلق بإنشاء «آلية دولية» للإبلاغ عن مدى التقدم وحشد مزيد من موارد التمويل للبحث الصحي من أجل التنمية في حالة الحاجة لذلك. وهذه «الآلية» يجب أن تكون «مستقلة» - بمعنى أنها يجب أن تعمل كوسيلة تحفيز للآخرين لإجراء الأبحاث لا أن تكون مؤسسة بحثية في حد ذاتها. وهذا المنتدى سوف يجمع الباحثين والمتبرعين والحكومات وأصحاب المصالح الآخرين بصفة سنوية لمراقبة البحث الصحي من أجل التنمية.

## إجراء المتابعة
قدمت اللجنة تقريرها في سبتمبر عام 1990 أثناء اجتماع عقد في معهد كارولينسكا بدولة السويد. وضم الاجتماع العديد من الأفراد الذين شاركوا بنشاط في اللجنة وسكرتاريتها أو تقابلوا معهما. وتمت الموافقة على التقرير على نطاق واسع، ولضمان عدم توقف العمل بنهاية عمل اللجنة تم إنشاء قوة عمل معنية بالبحث الصحي من أجل التنمية.
وكانت قوة العمل المعنية بالبحث الصحي من أجل التنمية نشطة منذ نهاية عمل اللجنة عام 1990 حتى تم إنشاء كيان دائم يتولى بعضًا من أعمال اللجنة، ألا وهو «مجلس البحث الصحي من أجل التنمية».
وبدأ مجلس البحث الصحي من أجل التنمية (COHRED) عمله من حيث أنهت قوة العمل مهامها. وأصبحت المسؤولية الرئيسية لمجلس البحث الصحي من أجل التنمية هي دعم البحث الأساسي للصحة القومية (ENHR) في المقام الأول وثانيًا دعم القدرات البحثية في الدول منخفضة ومتوسطة الدخل. وبسبب إمداده بميزانية ضئيلة جدًا عند مقارنته مع «شراكات الصحة العالمية» الحالية، فإن مجلس البحث الصحي من أجل التنمية كان له دور فعال رغم ذلك في الترويج لأولوية البحث في الدول ذات الدخل المنخفض والمتوسط. فقد أوصل المجلس رسالة «البحث الأساسي للصحة القومية» إلى الدول حول العالم، ويتطور تدريجيًا في الفترة الحالية ليدعم تنمية الدول للقدرات البحثية والأنظمة القومية للبحث الصحي.
لقد تم إنشاء مجلس البحث الصحي من أجل التنمية في البيئة الإدارية لبرنامج الأمم المتحدة الإنمائي (UNDP) بدلاً من منظمة الصحة العالمية (WHO). وهذا يؤكد على الخاصية الرئيسية للمنظمة - فمحور تركيزها هو التنمية - وطريقة الوصول إلى ذلك تتضمن تعزيز البحث وأنظمة البحث الصحي والمساواة والتنمية. انظر الصفحات التي تدور حول "COHRED" أو «مجلس البحث الصحي من أجل التنمية» للحصول على مزيد من المعلومات.
وقد أصبحت التوصية الرابعة أساسًا لإقامة المنتدى العالمي للبحث الصحي والذي تم إنشاؤه عام 1997.